# Tubulina
La tubulina és una proteïna polar globular. Constitueix una família de proteïnes molt àmplia, ja que se’n coneixen 6 grups diferents: alfa (α), beta (β), gamma (γ), delta (δ), èpsilon (ε) i zeta (ζ). En totes elles existeix una seqüència comuna d'aminoàcids que representa aproximadament un 40% del total. És una proteïna codificada a partir dels gens TUBG1 i TUBG. Té un pes molecular de 55kDa i un punt isoelèctric entre 5,2 i 5,8.
Col·loquialment, es denomina “tubulina” a l'heterodímer format per les subunitats α i β, que polimeritza en microtúbuls que formen el citoesquelet de les cèl·lules eucariotes, però també es troba en els centrosomes i els axons de les neurones. Tanmateix, la tubulina no es redueix exclusivament a aquest heterodímer, sinó que s'han trobat altres tipus recentment.

## Història i descobriment
La tubulina va ser descoberta el 1964, un any després d'haver pogut identificar els microtúbuls.
El terme "tubulina" va ser proposat inicialment per referir-se a les proteïnes que formen els microtúbuls del flagel dels espermatozous, però estudis posteriors van confirmar que aquesta proteïna també es trobava en els microtúbuls del citoesquelet de les cèl·lules eucariotes.
Durant més de vint anys, a partir del descobriment de l'α i β tubulina s'havia pensat que només existien aquests dos grups de tubulina, ja que durant anàlisis bioquímiques ben exhaustives dels microtúbuls no sorgia cap indici que afirmés l'existència d'altres tipus de tubulina. Però fins al moment, es pot afirmar que existeixen sis tipus de tubulina diferents.
Encara que només s'hagi trobat tubulina en els organismes eucariotes, també s'ha trobat la proteïna FtsZ, homòloga a la família de tubulines, en organismes procariotes. Aquesta proteïna participa a nivell de divisió cel·lular perquè forma un anell que és vital per a la formació de noves parets cel·lulars. Però en eucariotes, a part de la tubulina, també s'ha trobat FtsZ en cloroplasts i determinats tipus de mitocondris.

## Estructura i dominis
Les estructures més ben estudiades han estat les de les subunitats α i β: cada monòmer conté uns 450 aminoàcids i un nucleòtid de guanina, ja que són GTPases. L'estructura secundària d'aquests monòmers està formada per dues làmines β de 6 i 4 cadenes, respectivament, flanquejades per 12 hèlixs α.

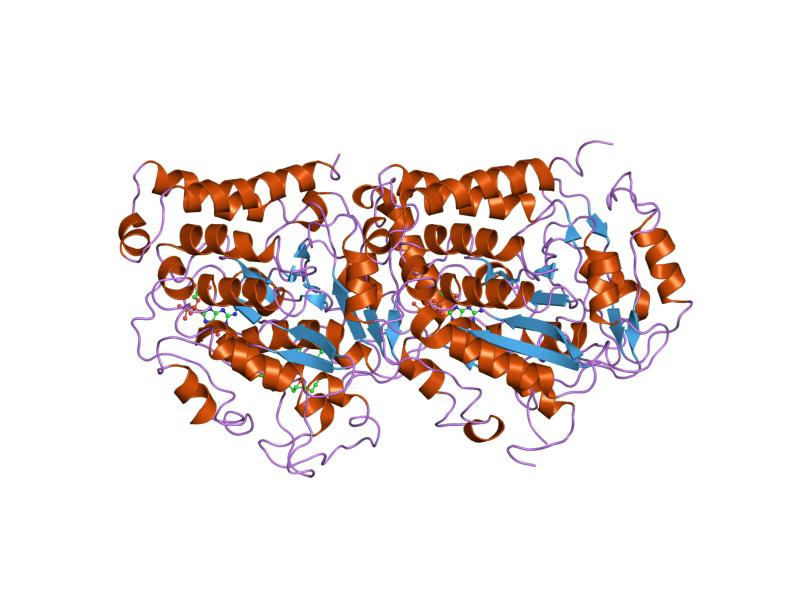
Imatge extreta del PDB on es mostra l'estructura del dímer de tubulina

Es reconeixen tres dominis característics: el domini N-terminal, inclou els primers 205 residus i es plega de forma tipus Rossman, on les cadenes β paral·leles alternen amb les hèlixs α; el domini intermedi, comprès des de l'aminoàcid 206 fins al 381, que està compost per una làmina β envoltada per 5 hèlixs α; mentre que, en darrer lloc, el domini C-terminal està format per dues llargues hèlixs α. Aquest últim domini està implicat en la unió de proteïnes associades a microtúbuls (MAP) i proteïnes motores, i per tant, es troba en la superfície externa dels microtúbuls.
A part d'aquests 3 dominis, com que la tubulina és una GTPasa, també conté el corresponent domini en totes les cadenes. També es troba aquest domini en les proteïnes FtsZ dels bacteris.
Les interfases longitudinals entre monòmers i dímers són topològicament molt similars i involucren elements conformacionals gairebé equivalents, tant en α-tubulina com en β-tubulina. Malgrat això, existeixen algunes divergències entre aquestes interfases, com podria ser el residu 254: que en la β-tubulina correspon a una lisina que se situa pròxima al fosfat gamma del GTP de la subunitat α; mentre que en la subunitat α és un àcid glutàmic, el qual es vincula com a catalitzador de la reacció d'hidròlisi de GTP en la β-tubulina del dímer immediatament anterior.
Segons els resultats obtinguts en l'experiència d'inducció de làmines per Zn+2 en alta resolució, s'ha comprovat que la tubulina està composta per protofilaments en disposició antiparal·lela i que els protofilaments dels microtúbuls tendeixen a adoptar una disposició paral·lela; és a dir, que hi ha diversos contactes laterals en ambdós tipus d'estructures. A diferència dels contactes longitudinals entre monòmers, els contactes laterals entre protofilaments mostren un caràcter eminentment electroestàtic, sent el llaç M, l'hèlix H3 i el llaç H1-S2 els principals elements involucrats en aquests contactes.

## Tipus
Segons la seva composició estructural i funcional, es distingeixen sis tipus de tubulina:
- Alfa (α): Representa, juntament amb la subunitat beta, la major part de les proteïnes que formen els microtúbuls. Se'n coneixen diferents variants en humans: TUBA1A, TUBA1B, TUBA1C, TUBA3C, TUBA3D, TUBA3E, TUBA4A, TUBA8.
- Beta (β): El seu paper principal és formar part de l'heterodímer que compon els microtúbuls, juntament amb l'α–tubulina. Cal destacar dues formes d'aquestes subunitats: la tubulina β-1, una de les subunitats que més divergeix de la resta quant a la seqüència d'aminoàcids, que s'expressa exclusivament en els megacariòcits i té un paper important en la síntesi de plaquetes; i la tubulina β-3, que es troba exclusivament a les neurones.
- Gamma (γ): aquest altre tipus es va descobrir en l'espècie Aspergillus nidulans, un fong molt utilitzat en l'estudi d'eucariotes. A partir d'estudis s'ha pogut constatar que està present en tots els organismes eucariotes, igual que l'α i β-tubulina. Però gran part d'aquests organismes té pocs gens expressats de γ – tubulina, la gran majoria no en té més de dos. Aquesta proteïna forma un complex proteic anomenat γTuRc, que a part de la γ – tubulina també està format per proteïnes del grup GCP en humans. Aquest complex és indispensable per la formació del citoesquelet i el fus mitòtic, ja que serveix com a plantilla per començar la nucleació de microtúbuls i la posterior polimerització. En els centrosomes, els centres organitzadors de microtúbuls més importants de la cèl·lula, trobem grans quantitats de γ – tubulina en forma de γTuRc, ja que a partir d'aquí polimeritzaran els microtúbuls en direcció radial per poder estendre's arreu de l'espai cel·lular. Per tant, en una cèl·lula, la γ – tubulina, es troba en els centrosomes i formant part del fus mitòtic. Tot i que també se'n poden trobar quantitats importants en forma soluble pel citosol.
- Delta (δ): aquest tipus va ser descobert en les Chlamydomonas, algues verdes unicel·lulars amb flagel, però també s'ha detectat la seva presència en altres organismes com ratolins, humans i tripanosòmids. La seva funció consisteix a regular la producció del corpuscle basal, i la formació del fus mitòtic. Però també s'ha trobat que es sintetitza en grans quantitats als testicles, on s'associa amb un sistema de microtúbuls especialitzats, els Manchette, que fan possible l'allargament de les espermàtides.
- Èpsilon(ε): és un dels últims tipus descoberts, juntament amb la ζ – tubulina. L'ε–tubulina ha estat identificada en humans i tripanosomes, i es troba en els centrosomes. Quan els centrosomes es repliquen, l'ε – tubulina no s'associa ràpidament amb el nou centrosoma, sinó que roman durant un temps amb el centrosoma vell fins que és reclutat pel nou. Per tant, no és un component bàsic del centrosoma i s'afegeix al material pericentriolar més tard, sota regulació del cicle cel·lular.
- Zeta (ζ): és el tipus que tanca la família de tubulines, i només ha sigut trobada en el protozou quinetoplàstid T. brucei i en Leishmania major.

## Polimerització
Els dímers de tubulina polimeritzen extrem amb extrem, cap amb cua, i la molècula α d'un dímer s'uneix amb la molècula β del dímer següent en un model que es repeteix periòdicament. Els contactes longitudinals entre els dímers conformen una estructura lineal que rep el nom de protofilament. La periodicitat axial que es veu a través dels dímers de 5 nm de diàmetre correspon a la longitud d'un microtúbul conté al voltant de 16000 dímers de tubulina i, fent un tall transversal d'un microtúbul, es veuria com conté un anell format per 13 dímers de tubulina.
Els microtúbuls creixen a partir d'un anell de gamma tubulina dins del MTOC (centre organitzador de microtúbuls), que és l'espai de nucleació per cada microtúbul. La formació de microtúbuls pot estendre's fins a centenars d'anells de γ-tubulina que formen una part integral del MTOC. Els dímers α i β-tubulina s'afegeixen a l'anell de gamma tubulina extrem amb extrem. La polimerització dels dímers de tubulina requereix la presència de guanosina trifosfat (GTP), Mg2+ i Ca2+; es forma mitjançant enllaços no covalents per condensació nucleada, caracteritzat per un comportament cooperatiu i per la presència d'una concentració crítica de proteïna, per sota la qual no existeix una formació significativa de polímers.

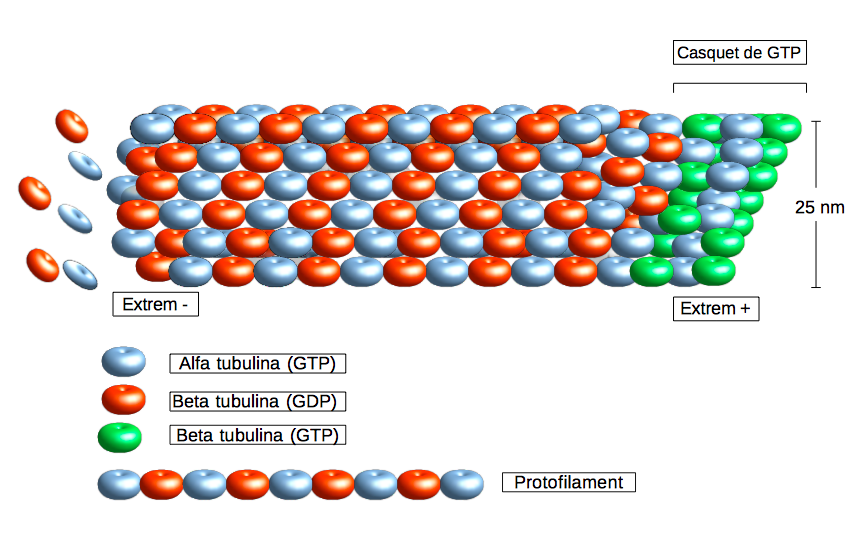
Polimerització d'un microtúbul a partir de les subunitats α i β de tubulina

La polimerització consisteix essencialment en dos processos: la nucleació i l'elongació. Cal primer la formació d'un nucli inestable que es pugui elongar fins a aconseguir un estat estacionari en la massa de polímer. La nucleació, espontàniament in vitro o a partir dels centrosomes in vivo, limita el nombre de microtúbuls formats i la velocitat de la polimerització. Per tant, la nucleació és generalment el factor limitant en el procés del polimerització. L'addició de nuclis preformats als dímers de tubulina accelera la reacció, tot i que no té influència en la concentració de molècules de tubulina coexistents en l'equilibri final, és a dir, no té influència en la concentració crítica.
Cada molècula de tubulina fixa GTP abans d'incorporar-se al microtúbul. El complex GTP-tubulina té tendència a polimeritzar-se i indueix a la beta tubulina a hidrolitzar el GTP en guanosina difosfat (GDP): la subunitat alfa no pot hidrolitzar el GTP i rep el nom de “lloc N” (de l'anglès, non-exchangable); mentre que la subunitat beta s'anomena “lloc E” (exchangable). Els dímers de tubulina GTP no tenen activitat GTPasa per si mateixos, és a dir, que són incapaços per si sols d'hidrolitzar el GTP que porten unit. En canvi, sota determinades condicions, són capaços d'acoblar per formar microtúbuls i una vegada que un dímer de tubulina GTP s'ha afegit al "extrem +" d'un microtúbul, es produeix la hidròlisi del GTP al dímer immediatament anterior al recentment incorporat.
Com a resultat, el cos del microtúbul està compost de tubulina GDP, mentre que en els extrems sempre hi haurà almenys una capa de dímers de tubulina GTP. Aquest alt contingut de tubulina GDP en els polímers, que tendeix a despolimeritzar, constitueix la base de la inestabilitat dinàmica i de l'elevada dinamicitat d'aquests polímers. Aquest procés no s'acaba de completar perquè les restriccions estructurals de les molècules de tubulina adjacents ho impedeixen, de manera que s'emmagatzema energia.
Els dímers de tubulina es dissocien dels microtúbuls de forma contínua, la qual cosa genera una reserva de dímers de tubulina lliures en el citoplasma, i per tant, la longitud dels microtúbuls canvia dinàmicament amb relació a l'addició o extracció de dímers. Aquesta reserva es troba en un equilibri amb la tubulina polimeritzada en els microtúbuls; és a dir, que la polimerització i la despolimerització conviuen en un equilibri. L'equilibri pot desviar-se cap a la despolimerització a causa de l'exposició de la cèl·lula o els microtúbuls, aïllats a temperatures baixes o a altes pressions. L'exposició repetida a temperatures altes i baixes alternades és el fonament de la tècnica de purificació de la tubulina i dels microtúbuls.
La velocitat de polimerització o despolimerització també pot modificar-se per la interacció amb proteïnes associades a microtúbuls (MAP) específiques. Aquestes proteïnes, com la MAP-1, MAP-2, MAP-3, MAP-4 i la TOGp, regulen l'armament dels microtúbuls i els fixen a orgànuls específics. Les MAP també són responsables de l'existència en la cèl·lula de poblacions estables de microtúbuls que no es despolimeritzen, com les que hi ha en cilis i flagels on es bloqueja la inestabilitat dinàmica i s'estabilitzen els microtúbuls.
El model més acceptat per explicar la inestabilitat dinàmica dels microtúbuls és el model del tap (Pantaloni i Carlier, 1986). Aquest model proposa que encara que pràcticament tot el GTP de la tubulina s'ha hidrolitzat a GDP al polimeritzar, hi ha un tap de GTP ("cap") a l'extrem del microtúbul que està creixent, que no ha hidrolitzat el GTP i aquest tap de tubulina GTP s'estabilitza al microtúbul, impedint la despolimerització. La pèrdua d'aquest tap es tradueix en la despolimerització immediata del microtúbul, alliberant així l'energia emmagatzemada després de la hidròlisi del GTP. Com cal esperar, els microtúbuls acoblats amb anàlegs de GTP lentament hidrolitzables són molt més estables que els acoblats a partir de tubulina GTP.
Com a conseqüència d'aquest model de polimerització, els microtúbuls són polars, ja que tots els dímers tenen la mateixa orientació: aquesta és la base del moviment de proteïnes associades als microtúbuls (MAP). Les proteïnes motores utilitzen els microtúbuls com a guies de transport cel·lular. Aquest moviment deriva de la hidròlisi d'ATP, i permet a les dineïnes i les cinesines una cinètica unidireccional. La unió amb les proteïnes motores i les MAP es dona en el domini C-terminal de la superfície externa dels microtúbuls, formada per dues llargues hèlixs alfa.
- Les cinesines es mouen en direcció a l'extrem +, és a dir, s'encarreguen del transport vesicular cap a la perifèria cel·lular.
- Les dineïnes es desplacen cap a l'extrem -, i per tant, regulen el transport vesicular en direcció al nucli cel·lular.

## Relació amb malalties neurològiques
Els microtúbuls són necessaris per a una correcta funció neuronal, ja que es troben en gran proporció al cervell, formant part dels axons de les neurones. Per això mateix, les mutacions en la tubulina, donen lloc a malalties neurològiques. Mutacions en els gens que codifiquen la tubulina beta fan que s'inhibeixi fortament el transport axonal de vesícules i mitocòndries dins les neurones. Aquestes mutacions s'han identificat i es troben a l'hèlix H12 de β-tubulina, el que fan és canviar la càrrega negativa en la superfície dels microtúbuls, per tant no es podran unir amb les cinesines, les proteïnes motores associades als microtúbuls. Si això passa, no hi haurà més elongació axonal i derivarà en una pèrdua significativa d'axons del sistema nerviós central i una neuropatia perifèrica. Per tant, es poden relacionar les mutacions en la subunitat beta de la tubulina, amb diferents tipus de malformacions corticals, defectes en els tractes de les fibres comissurals i una degeneració dels axons motors i sensorials.  

## Aplicació farmacològica

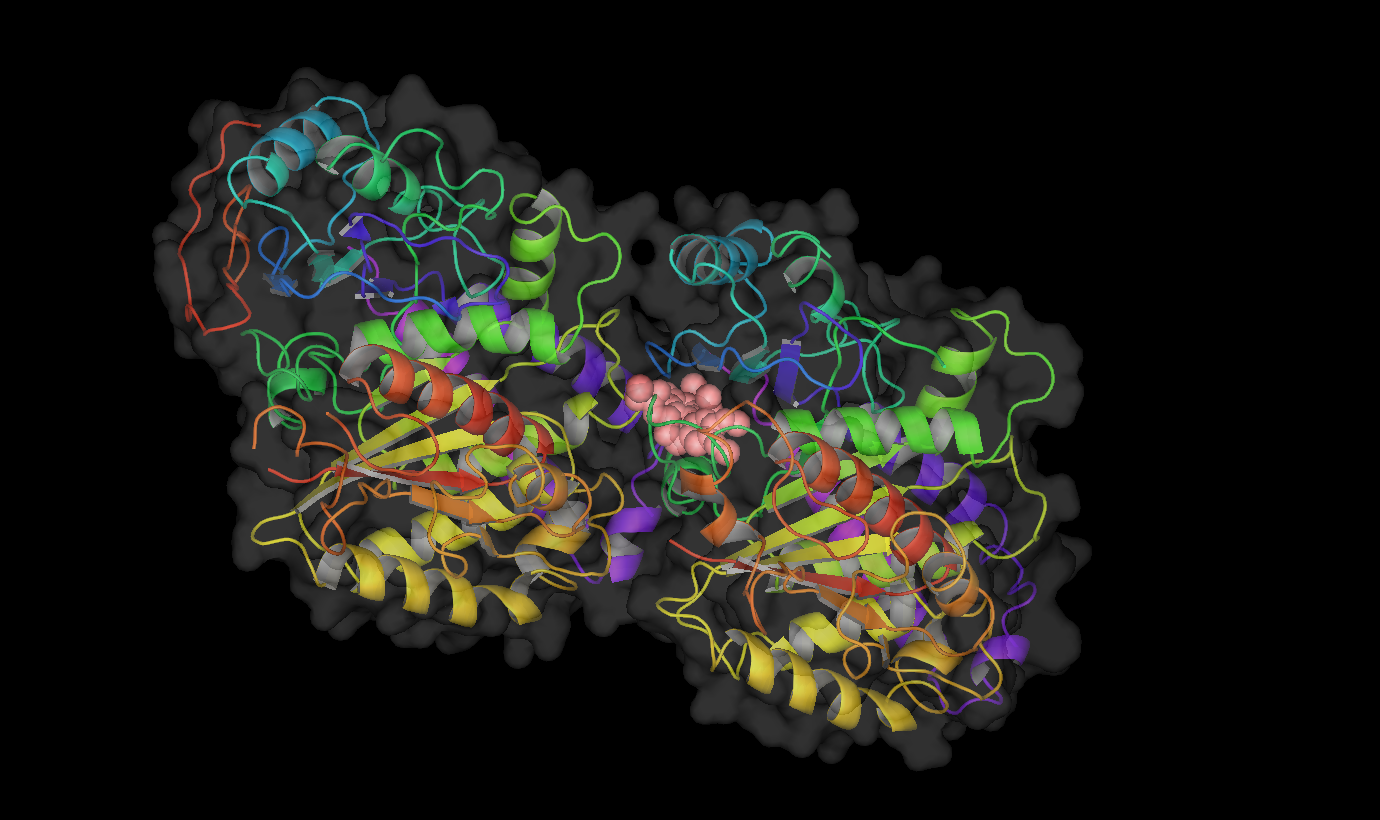
Unió de la colquicina amb el dímer de tubulina

Les tubulines són l'objectiu d'alguns fàrmacs que combaten el desenvolupament del càncer, anomenats fàrmacs antineoplàstics. Les neoplàsies són alteracions en els mecanismes de regulació de la divisió cel·lular que provoquen la replicació excessiva i incontrolada de les cèl·lules del mateix organisme. Aquests fàrmacs pretenen erradicar completament aquestes cèl·lules canceroses, però comporten molts efectes secundaris perquè, al cos humà, no només les cèl·lules canceroses s'estan dividint. La diana d'aquests fàrmacs és la tubulina, més concretament el que fan és inhabilitar la construcció del fus mitòtic, per tant la mitosi no podrà tenir lloc, o quedarà estancada, i la cèl·lula no es dividirà.
Hi ha diversos tipus de fàrmacs antineoplàstics que actuen sobre els microtúbuls, més concretament sobre la tubulina, per això també s'anomenen fàrmacs antimicrotubulars.
- La colquicina és un fàrmac antimitòtic que deté o inhibeix la divisió cel·lular en metafase o en anafase. El que fa la colquicina és despolimeritzar els microtúbuls i deixar les unitats de tubulina sol·lubles. Així no es podrà crear el fus mitòtic i s'evita la distribució de les cromàtides d'un cromosoma durant la mitosi, provocant la poliploïdia de la cèl·lula filial, ja que malgrat no hi hagi separació sí que s'ha produït la duplicació prèvia del material genètic.
- Els taxans són els fàrmacs encarregats de fixar la tubulina, mitjançant la unió a la subunitat β de la tubulina, que provoca la polimerització i formació de microtúbuls poc funcionals, ja que les subunitats no encaixen correctament. La poca funcionalitat d'aquestes estructures microtubulars és la que impedeix la divisió cel·lular. Els taxans són productes químics derivats de plantes, i se'n coneixen els següents tipus: paclitaxel, docetaxel i podofilotoxina.
- Alcaloides de la vinca: són una família d'alcaloides trobats a la planta vinca, i que engloben la vincristina i la vinblastina.
- Nocodazole: também provoca la despolimerització dele microtúbuls perquè fa que sigui impossible la unió entre les tubulines.